# USS Snook (SS-279)
El USS Snook (SS-279) fue un submarino de ataque de la clase Gato que sirvió en la Armada de los Estados Unidos de 1942 hasta su pérdida en 1945 durante la Segunda Guerra Mundial.

## Historia
Fue construido en 1942 por Portsmouth Navy Yard (Portsmouth, Nuevo Hampshire). Fue colocada la quilla en abril; fue botado el casco en agosto y puesto en servicio en octubre. El Snook luchó con la Flota del Pacífico y cumplió nueve patrullas de 1942 a 1945. En abril de 1945 desapareció por causas desconocidas en aguas de la isla de Taiwán, perdiéndose la totalidad de la tripulación. Su último contacto fue el 8 de abril de 1945 con el USS Tigrone. Por su servicio ganó siete estrellas de batalla.